# Ширли-мирли
„Ширли-мирли“ (на руски: Ширли-мырли) е руска фарсова комедия от 1995 г., режисирана от Владимир Меншов в студио „Мосфилм“. Един от образците на руското кино от 90-те години. Филмът получава името си от простата мелодия, изпята от главния герой.
Филмът става четвъртата режисьорска работа на Владимир Меншов и първата след 1984 г., когато излиза филмът му „Любов и гълъби“. В „Ширли-Мирли“ е третата значима роля на Валерий Гаркалин в голямо кино след главните роли във филма „Катала“ и в  телевизионния сериал „Бели дрехи“. През 1995 г. на фестивала Киношок в Анапа Валерий Гаркалин получава награда за най-добра мъжка роля в този филм.

## Сюжет
В Якутия, по време на разработката на кимберлитовата тръба Безперспективна, е открит диамант с изключителни размери, наречен „Спасителят на Русия“. Стойността му е такава, че приходите от продажбата му могат не само да премахнат напълно проблема с външния дълг на страната, но и да осигурят на „всички жители на страната тригодишна ваканция на Канарските острови“. Диамантът е транспортиран до Москва със самолет Ан-124, но в резултат се озовава в ръцете на мафиот и „кръстник“ Козюлски, маскиран като шеф на ФСБ. На свой ред измамникът Василий Кроликов го отмъква буквално изпод носа му. В крайна сметка диамантът успява да бъде изпратен по предназначение, но пътят на диаманта от Кроликов до властите разкрива на Василий интересни факти от живота му, които преди не са му били известни.

## Снимачен екип
- Сценаристи: Владимир Меншов, Виталий Москаленко, Андрей Самсонов
- Режисьор: Владимир Меншов
- Продуценти:
  - Владимир Достал – продуцент
  - Александър Литвинов – изпълнителен продуцент
- Оператор: Вадим Алисов
- Художник на продукцията: Валерий Филипов

## Актьорски състав
- Валерий Гаркалин – Василий Кроликов, Инокентий Шниперсон, Роман Алмазов, Патрик Кроликоу
- Вера Алентова – Карол Абзац
- Инна Чурикова – Прасковя Алексеевна Кроликова
- Армен Джигарханян – мафиот от Козюлски
- Игор Уголников – Жан-Пол Николаевич Пискунов
- Сергей Баталов – полицейски лейтенант, помощник на Пискунов
- Олег Табаков – Суходришчев, буен алкохолик
- Борис Сморчков – генерал
- Всеволод Санаев – меломан
- Владимир Меншов - президент на Русия